# Pensionärernas riksorganisation
Pensionärernas Riksorganisation (PRO) är en svensk, partipolitiskt obunden intresseorganisation för pensionärer. PRO, som grundades 1942, är Sveriges och Nordens största pensionärsorganisation.
Riksorganisationen och dess lokala/regionala organ är enligt stadgarna "i förhållande till politiska partier obundna och till religiösa samfund och nykterhetsorganisationer neutrala". Liksom SPF Seniorerna betonas att man är helt partipolitiskt obunden, men man anser att staten ska vara majoritetsägare i elnät och infrastruktur. Traditionellt har PRO i praktiken ansetts stå närmare socialdemokratin än SPF.
PRO får överskottet av Kombispels "Trippelskrapet". Kombispel ägs av A-lotterierna, som i sin tur ägs av Socialdemokraterna och SSU.

## Verksamhet
PRO:s uppgift är bland annat att påverka lagstiftning och beslut som rör pensionärer, öka pensionärernas inflytande i samhället och erbjuda en mötesplats för gemenskap, personlig utveckling, glädje och hälsa. PRO arbetar för att främja pensionärers kulturella intressen genom studier och kulturella aktiviteter, stimulera till friskvårdsaktiviteter och motverka främlingsfientlighet och diskriminering. PRO:s folkbildningsuppdrag bedrivs till stor del i form av lokala studiecirklar men även genom internat och externat kurser på Pensionärernas Riksorganisations folkhögskola i Gysinge bruk. PRO ingår i Arbetarnas bildningsförbund (ABF). PRO ger ut tidningen Pensionären.

### Årlig prisundersökning
PRO genomför årligen en prisundersökning där man jämför pris på en matvarukorg.

## Organisation
PRO har cirka 260 000 medlemmar 2024.  Organisationen är indelad i 26 distrikt som i stort sett motsvarar länen. Distrikten är i sin tur indelade i kommunala samorganisationer, i princip en per kommun, och inom samorganisationerna finns PRO-föreningarna. Totalt finns det cirka 1 200 lokalföreningar i landet. PRO får statsbidrag som baseras på antal rapporterade medlemmar, med vilket menas att PRO ska anmäla antal medlemmar till staten för att kunna få ekonomiskt bistånd utifrån de medlemmar som sägs vara med i organisationen. Ordförande i riksorganisationens styrelse är Åsa Lindestam. Förbundssekreterare är Christine Cars-Ingels.  

### Ordförande sedan starten
En presentation av ordförandena 1941–2002 finns i en historik som togs fram till PRO:s 60-årsjubileum
- Karl Pettersson 1942–1951, byggnadssnickare, Malmö
- Olof A Linders 1951–1961, sparbanksman och godtemplare, Trelleborg
- Axel E Svensson 1961–1974, ombudsman i Malmö Fackliga Centralorganisation, Malmö
- Artur Kajbjer 1975–1977, chef för BPA i Kalmar, stadsfullmäktigeordförande, Kalmar
- Arne Geijer 1977–1979, tidigare LO-ordförande
- Lars Sandberg 1979–1996, tidigare ordförande i Statsanställdas förbund
- Lage Andréasson 1996–2004, tidigare ordförande i Livsmedelsarbetareförbundet
- Lars Wettergren 2004–2008, tidigare direktör för Stiftelsen Stockholms läns Äldrecentrum.
- Curt Persson[6] 2008–2015, tidigare ordförande i Statsanställdas förbund
- Christina Tallberg 2015–2022,PRO:s första kvinnliga ordförande[7]
- Åsa Lindestam 2022-